# Конфетe
Конфетe су ситни комади или пакети од папира, милара или металног материјала који се обично бацају на прославама, посебно парадама и на венчањима.
Порекло су и латинске речи цонфецтум са конфете множина италијанског цонфетто, мала слатка.  Модерне папирне конфете сежу до симболичних ритуала бацања житарица и слаткиша током посебних прилика, традиционалних за бројне културе током историје као древног обичаја који потиче из пaганских времена, али прилагодили су се од слаткиша и житарица до папира кроз векове.
Последњих година употреба конфета као козметичког додатка трофејним презентацијама на спортским догађајима постаје све чешћа. У овом случају користе се веће траке папира (обично димензије 20 мм × 60 мм) у бојама које одговарају екипи или прослави. За мање количине конфета пуне се АБС или ПВЦ „бачве“ и конфете се пројектују кроз „топ“ (малу посуду под притиском) користећи компримовани ваздух или угљен диоксид. За веће просторе или запремине конфете користи се вентури ваздушни покретач пуњен угљен-диоксидом да би се покренуле знатно веће количине конфета на веће удаљености.

## Историја
Од средњег века, у Северној Италији је учесницима карневалских поворка било уобичајено да бацају предмете на мноштво, углавном кугле од блата, јаја, кованице или воће. Ове традиције су још увек присутне у неким градовима у различитим облицима, као што је "Битка за наранџе" у Ивреји.
Употреба бацања предмета на параде добро је документована у Милану од 14. века. Племићи су бацали бомбоне и цвеће током парада, док су даме бацале љуске јаја пуњене есенцијама и парфемима. Људи ниже класе исмијавали су племиће бацајући трула јаја, а битке међу непријатељским фракцијама или окрузима постале су честа. 1597, градски гувернер Јуан Фернандез де Веласцо увео је забрану бацања јаја, забрањујући скуиттароли (прскање течности на улици)  и друга неморална понашања. Обичај је нестао око века, враћајући се 1700. у облику лансирања малих бомбона, углавном семенки обложених шећером. Семе које је коришћено за шећерне бомбоне углавном је било коријандер на италијанском језику .
Слаткиши су, додуше, скупи, а ниже класе су уместо тога користиле мале креде у облику куглице, назване бенис де гесс (креда од слаткиша). Они су званично дефинисани као "једини материјал коме је дозвољено бацање током парада" у едикту миланског префекта 1808. године, али битке вођене са њима 1800-их постале су превелике и опасне, са стотинама људи који су умешани у вођство на забрану пелет креде.  
У то време, провинција Милано била је једно од главних средишта производње свиле. Мангили је почео сакупљати мале избачене папирне дискове који су остали као нуспродукт од производње листова које су узгајивачи свилених глиста користили као кавезне постељине и продавали их зарад добити. Купци су добро прихватили нове папирне конфете, које су мање штетне, забавније и јефтиније од алтернативе, па је њихова употреба брзо заменила претходне обичаје у Милану и северној Италији.

## Етимологија
Реч конфете (да означи Јордан бадеме ) је усвојен од стране италијанских кондиторских производа са истим именом, која је била, мала слатка, традиционално бачена током карневала. Италијанске конфете су бадеми са чврстом облогом од шећера ; њихово име изједначава се са француским цонфит-ом. Италијанска реч за папирне конфете је цориандоли која се односи на семе коријандера које су првобитно садржане у слатком.
По традицији, италијанске конфете (бадеми обложени шећером) дају се на венчањима и на крштењима (бели премаз), често умотани у малу врећицу од тила као поклон гостима. За венчање се каже да представљају наду да ће нови пар имати плодан брак. Британци су користили ракете на свадбама (премештање традиционалне житарица или пиринча симболизују полну плодност) крајем 19. века, користећи симболичне остатке папиру у боји, а не праве слаткише.